# 1054 Forsytia
1054 Forsytia је астероид главног астероидног појаса. Приближан пречник астероида је 45,47 ,
а средња удаљеност астероида од Сунца износи 2,922 астрономских јединица (АЈ).
Инклинација (нагиб) орбите у односу на раван еклиптике је 10,849 степени, а орбитални период износи 1824,913 дана (4,996 године). Ексцентрицитет орбите астероида износи 0,138.
Апсолутна магнитуда астероида износи 10,30 а геометријски албедо 0,064.
Астероид је откривен 20. новембра 1925. године.